# Sébastien Peytavie
Sébastien Peytavie, né le 17 avril 1982 à Sarlat-la-Canéda (Dordogne), est un homme politique français.
Membre du parti Génération.s fondé par Benoît Hamon, il participe aux élections européennes de 2019, puis à l’élection municipale de 2020 à Sarlat-la-Canéda. Il est élu député dans la 4e circonscription de la Dordogne en 2022. Il est réélu en 2024, sous l'étiquette du NFP face à une candidate RN.
Il est par ailleurs psychologue clinicien et exerce à l’hôpital public Jean Leclaire de Sarlat ainsi qu’en libéral à Carsac-Aillac dans le même département.

## Biographie

### Jeunesse et formation
Sébastien Peytavie grandit à Borrèze (Dordogne). Son père, après une formation de menuiserie, devient aide agricole. Sa mère travaille dans une garderie. Ils deviennent famille d’accueil puis créent un lieu de vie, « la Ribambelle », dans lequel le père de Sébastien est éducateur auprès de jeunes placés par l’aide sociale à l'enfance'.
En 1985, une intervention cardiaque rend Sébastien, alors âgé de trois ans, paraplégique. Il se déplace depuis en fauteuil roulant.
Il fait sa scolarité à l’école primaire de Borrèze, puis au collège de Martel (Lot), enfin au lycée de Terrasson (Dordogne).
Il part ensuite faire ses études à Toulouse à l’université du Mirail, où il obtient un Master en psychopathologie clinique en 2006. Durant son cursus, il est élu représentant des étudiants au sein du conseil d'administration de l’université (2003-2006).

### Carrière
Après une année sabbatique à parcourir une partie de l’Europe de l’Est et de la côte Est des États-Unis, il travaille deux ans comme éducateur au sein d’un lieu de vie.
Il s’installe ensuite comme psychologue en libéral. Parallèlement il est formateur pendant neuf ans dans une école préparatoire pour le concours infirmier, et psychologue à temps partiel au sein de l'Association des paralysés de France (APF) et en Institut médico-éducatif (IME). Il travaille depuis 2019 à l’hôpital public de Sarlat-la-Canéda pour un remplacement en service de psychiatrie. Il intègre aussi l’équipe mobile Programme d’accès et suivi aux soins (EMPASS) afin d’accompagner les personnes en situation de précarité (jeunes de la mission locale, femmes victimes de violences, migrants, etc.)
Passionné de rugby à XIII, il a été ailier pendant six ans dans l’équipe de Cahors, « les Diables cadurciens », et gagne la Coupe de France en fauteuil en 2016 à Saint-Jory, et le Championnat de France D2 en 2018.

### Parcours politique
De 2008 à 2014, il est conseiller municipal (sans étiquette) à Borrèze chargé de la Culture, de la Vie associative et de l’École.
Lors de l'élection présidentielle de 2012, il vote pour le candidat socialiste, François Hollande. 
En 2017, il cocrée et anime en Sarladais le comité du Mouvement M1717 fondé par Benoît Hamon au lendemain de la présidentielle, qui devient ensuite Génération.s.
En 2019, il est candidat aux élections européennes sur la liste de Génération.s,, en onzième position.
Aux élections municipales de 2020, il participe activement à la construction d’une liste d'union de la gauche et des écologistes (« Ma commune, ma planète ») à Sarlat-la-Canéda et se présente à la 5e place. La liste recueille 25,79 % des suffrages à l’issue d’une triangulaire et obtient trois sièges.
En 2021, il se présente aux élections départementales comme suppléant sur la liste de rassemblement des gauches.
Fin mars 2022, il annonce sa candidature aux élections législatives de 2022 sous l'étiquette Pôle écologiste (EÉLV, G.s). Représentant la coalition NUPES, il est élu député le 19 juin 2022 avec 55,5 % des suffrages au second tour, face à Jacqueline Dubois, députée sortante, anciennement issue de La République en marche. Il devient alors le premier député en fauteuil roulant de la Ve République. L'hémicycle n'étant pas adapté à la circulation des fauteuils roulants, Sébastien Peytavie doit siéger à côté des ministres, au premier rang. Sensible à la problématique du handicap, il souhaite cependant avant tout concentrer ses efforts sur la défense des services publics et la lutte contre le réchauffement climatique. Après plusieurs mois d'hospitalisation en raison des conséquences d'une chute, et à la suite de travaux d'adaptation dans l'hémicycle, il effectue sa rentrée au palais Bourbon en janvier 2023.
Pour les élections législatives de 2024, Sébastien Peytavie soutient la proposition de François Ruffin de créer un « Front populaire » regroupant les partis de gauche. Se représentant lors de ces élections, il est réélu au second tour face à Dominique-Louise Marchaudon (RN).
En juillet 2024, lors des différentes élections pour désigner le président de l'Assemblée nationale, le député constate que l'urne n'a pas été rendue accessible. Les huissiers n'étant pas autorisés à déplacer l'urne, il est contraint de confier son bulletin à l'un d'eux,.
Dépôt de plainte
En 2025, un blog intitulé « Démocratie Participative » s’en prend à Sébastien Peytavie, injurié et présenté comme « l’heureux participant de la prochaine Aktion T4 ». Ce blog fait ainsi référence, par le terme d'Aktion T4, à la campagne d’extermination par assassinat des adultes handicapés, menée par le régime nazi de 1939 à 1941.
Sébastien Peytavie dépose une plainte pour menaces de mort, injures publiques et injures à caractère homophobe. Selon l'élu, le site est dirigé par Boris Le Lay, un militant néo-nazi breton, exilé au Japon. Ce dernier a déjà été condamné pour incitation à la haine raciale et antisémitisme.

## Synthèse des résultats électoraux

### Élections législatives
| Année | Parti  | Parti | Circonscription   | 1er tour | 1er tour | 1er tour | 2d tour | 2d tour | 2d tour | Issue |
| Année | Parti  | Parti | Circonscription   | Voix     | %        | Rang     | Voix    | %       | Rang    | Issue |
| ----- | ------ | ----- | ----------------- | -------- | -------- | -------- | ------- | ------- | ------- | ----- |
| 2022  |        | G.s   | 4e de la Dordogne | 12 787   | 26,08    | 1er      | 24 263  | 55,52   | 1er     | Élu   |
| 2024  | 21 801 | G.s   | 4e de la Dordogne | 34,49    | 2e       | 32 750   | 54,64   | 1er     | Élu     |       |